# Chụp lén dưới váy

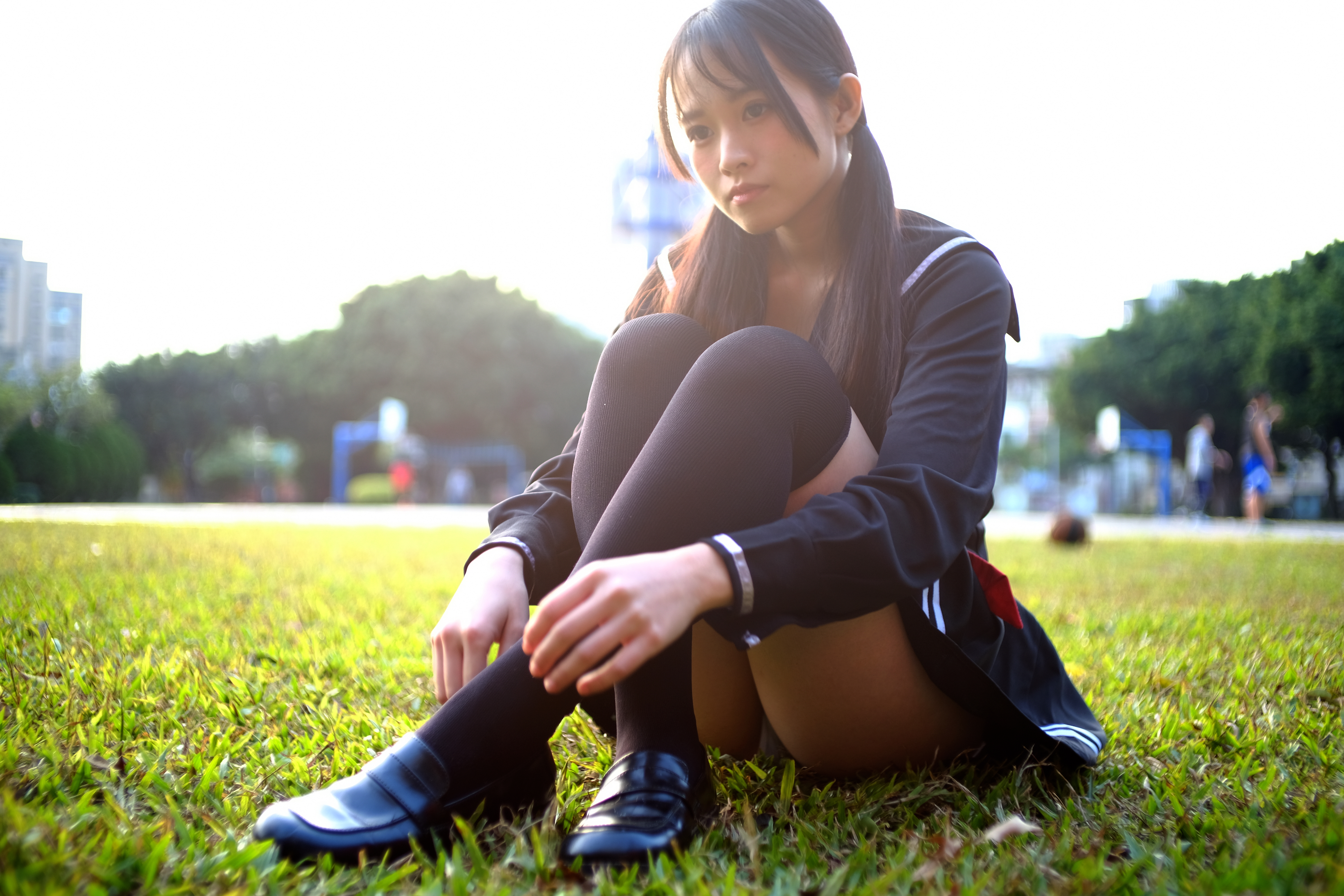
Bức ảnh lộ váy của một cô gái tại một công viên ở Đài Loan

Chụp lén dưới váy (tiếng Anh: upskirt, upskirting hay upskirt photography) là hành vi chụp những bức ảnh chụp lén dưới váy hoặc vải quấn của một người, chụp ảnh vùng háng, đồ lót và đôi khi là cơ quan sinh dục. "Upskirt" là một bức ảnh, video hoặc hình minh họa kết hợp một bức ảnh như vậy, mặc dù có thể được sử dụng để chỉ bộ phận ở bên trong váy, thuật ngữ này thường chỉ đến phần bên dưới váy, và trong tình trạng người bị chụp đang mặc váy hớ hênh.
Hành vi chụp ảnh này được coi là một hình thức ái vật hoặc thị dâm và có bản chất tương tự như các ảnh chụp nhìn soi mói thân thể người khác. Vấn đề đạo đức và pháp lý liên quan đến chụp ảnh lén dưới váy là một trong những yêu cầu hợp lý về quyền riêng tư, bao gồm quyền riêng tư ở nơi công cộng. Ở một số quốc gia, việc chụp lén dưới váy mà không có sự cho phép là một hành vi phạm tội hình sự.

## Thái độ xã hội
Sự phổ biến của váy ngắn vào những năm 1960 đã khiến khái niệm này xuất hiện trên đường phố và bị nhiều người coi là phô dâm. Một nhà bình luận vào thập niên 1960 đã nói rằng, "Ở các quốc gia châu Âu [...] họ cấm váy ngắn trên đường phố và nói rằng chúng là lời mời gọi cưỡng hiếp [...]". Ngược lại, nhiều phụ nữ coi phong cách mới là một sự nổi loạn chống lại các phong cách quần áo trước đây và là sự giải phóng cơ thể của chính họ.
Một số hình ảnh chụp lén dưới váy và downblouse có nguồn gốc từ các hình ảnh ngây ngô hài hước được tạo ra với sự hiểu biết và không phản đối của những người phụ nữ bị ảnh hưởng. Tuy nhiên, một số hình ảnh có thể bị phát tán rộng rãi hoặc bị đăng lên Internet mà chủ thể không biết và không đồng ý, chẳng hạn như revenge porn sau khi chia tay. Nó có thể được tạo riêng để đăng lên Internet, nơi nhiều người xem tìm kiếm những hình ảnh được chụp lén (và có thể không có sự đồng ý của chủ thể). Những bức ảnh như vậy thường được thấy trên các website fetish và khiêu dâm cũng như trên các website chia sẻ video như YouTube.
Thái độ của xã hội về vấn đề này càng nghiêm túc hơn khi việc sử dụng công nghệ nhiếp ảnh và video kỹ thuật số, gần đây nhất là điện thoại chụp hình, ngày càng trở nên phổ biến. Công nghệ này cũng được sử dụng để ghi lại hình ảnh từ dưới váy và downblouse để tải lên Internet. Các trang web chuyên biệt băt đầu xuất hiện đẻ mọi người có thể chia sẻ những hình ảnh như vậy, các thuật ngữ như "upskirt", "downblouse" và "nipple dress" (khi núm vú cương cứng và hiện rõ qua lớp vải của váy phụ nữ) bắt đầu được sử dụng. Điều này đặc biệt đáng lo ngại khi những hình ảnh của trẻ vị thành niên và những người có thể bị người khác nhận diện. Người nổi tiếng thường là nạn nhân của những hành vi này.